# Осиновское болото
Осиновское болото (бел. Асінаўскае балота) ― осушенное болото в Дубровенском, частично в Оршанском районах Беларуси.

## Описание болота
Находится в водосборе рек Выдрица (бассейн Днепра) и Верхита (бассейн Западной Двины). Болото верхового (64 %) и низинного типов. Площадь вместе с соседними небольшими массивами 5,9 тыс. га. Глубина торфа до 6,8 м, средняя 2,2 м, степень разложения 22—24 %, зольность от 3,3 % (верховой торф) до 7,8.% (низинный). На болоте на площади около 1000 га подстилочный торф мощностью до 1 м; 2 песчаных острова (на одном из них рабочий посёлок Осинторф). Осушение началось с 1918. Тогда же началась добыча кускового торфа на топливо для паровозов. В 1927 на болоте по плану ГОЭЛРО началось строительство Белорусской ГРЭС. В 1933 начата добыча фрезерного торфа, с 1935 торф добывался гидравлическим способом. Болото осушено в 1955 открытой сетью.
С 2007 года проводится частичное восстановление заболоченного характера части выработанных торфяников Осиновского болота. К декабрю 2009 года были повторно обводнены 12 территорий. Целью восстановления болотного ландшафта является восстановление гидрологических функций этих территорий и увеличение популяции водно-болотных животных и птиц.

## Типы угодий
Гари на начальной стадии зарастания, пушистоберезовые леса, выработанные торфяники без растительности, ивняки, черноольховые, тростниковые болота, открытые водные пространства.

## Растительность
Часть земель после рекультивации хозяйства Дубровенского района используют преимущественно под сеяные травы. Верховая часть занята болотной сосной, кустиками вересковых, пушицей, шейхцерией, камышами и сфагновыми мхами, низинная — осоково-разнотравной растительностью с гипновыми мхами. На 2949 га болота растёт лес.

## Ссылка
- Торфяники Беларуси. www.peatlands.by. Дата обращения: 27 апреля 2019. Архивировано 15 апреля 2017 года.